# Corly Verlooghen
Corly Verlooghen, pseudonimo di Rudi Ronald Bedacht (Paramaribo, 14 settembre 1932 – Amsterdam, 2 ottobre 2019), è stato un poeta surinamese, è anche uno scrittore, giornalista e insegnante di musica.